# Genji Matsuda
Pour les articles homonymes, voir Matsuda.
Genji Matsuda (松田 源治, Matsuda Genji), né le 4 octobre 1876 dans la préfecture d'Ōita au Japon et décédé à l'âge de 59 ans le 2 février 1936, est un homme politique japonais qui fut deux fois ministre et neuf fois membre de la chambre des représentants (chambre basse) à la Diète du Japon.

## Biographie
Genji Matsuda est né en 1876 dans le district d'Usa (préfecture d'Ōita), au Japon. Il sort diplômé en droit de l'ancêtre de l'université Chūō. Il est élu une première fois à la chambre basse en tant que représentant de la préfecture d'Ōita en 1908. Rejoignant le parti du Rikken Seiyūkai, il changea pour le Seiyu Hontō en 1924 puis le Rikken Minseitō en 1927.
En octobre 1929, Matsuda est nommé ministre des Affaires coloniales dans le gouvernement d'Osachi Hamaguchi et occupe ce poste jusqu'en avril 1931. Le 8 juillet 1934, il devient ministre de l'Éducation dans le gouvernement de Keisuke Okada. Durant ce mandat, il gagne en notoriété pour un discours fait le 29 août 1934 et dans lequel il blâme l'utilisation des mots étrangers mama et papa chez les enfants alors que les mêmes mots existent en japonais. Le discours est largement rapporté dans les médias occidentaux via le magazine Time qui tourne en dérision Matsuda pour avoir déclaré qu'il était le « Lloyd George de l'Extrême-Orient ». Matsuda crée une autre controverse en 1935 en voulant s'immiscer dans le choix des œuvres pour l'exposition Teiten tenue à l'académie d'art du Japon.
Matsuda meurt en 1936 et est inhumé au cimetière de Tama à Fuchū.